# スリープ (バンド)
スリープ (Sleep) は、アメリカ合衆国カリフォルニア州のストーナー・ドゥームバンド。オリジナルメンバーはOMのアル・シスネロス、クリス・ハキアスおよびハイ・オン・ファイアのマット・パイク。カイアス(Kyuss)と並び、ストーナーロックを代表するバンドである。

## バイオグラフィー
1990年、前進バンド“Asbestosdeath”からギタリストが脱退。マット・パイクの加入で“スリープ”に改名。1991年、1stアルバム「Volume One」をリリース。1992年、イヤーエイク・レコードより2ndアルバム「Sleep's Holy Mountain」をリリース。1995年、3rdアルバム「Dopesmoker」を製作するが、わずか1曲で63分の内容に所属レーベルLondon Recordsは発売を拒否。バンドはDopesmokerを6トラックに分割し、トータル収録時間を52分に短縮し、「Jerusalem」と改題してリリースを試みたが、レーベルは尚も反対した。これが原因でSleepは1998年に活動休止を発表。翌1999年、「Jerusalem」は別レーベルから発売。「Dopesmoker」も2003年にTee Pee Recordsからリリースされている。
活動休止後、アル・シスネロスとクリス・ハキアスはOMを結成、マット・パイクはハイ・オン・ファイアで活動していたが、2009年5月にイギリスで開催されたAll Tomorrow's PartiesでSleepは再結成。2010年、ドラムのクリス・ハキアスが脱退し、ニューロシスのジェイソン・ローダーが移籍。2012年、サザンロード・レコーズから「Dopesmoker」を再発。
2014年7月、20年ぶりの新曲「The Clarity」がNPRでプレミア公開された。
2018年1月に東京・大阪を回る初の日本ツアーを行った。

## メンバー

### 現メンバー
- アル・シスネロス – ベース,ギター,ボーカル (1990–1998, 2009–現在)
- マット・パイク – ギター (1990–1998, 2009–現在)
- ジェイソン・ローダー – ドラム (2010–present)

### 元メンバー
- クリス・ハキアス – ドラム (1990–1998, 2009)
- ジャスティン・マーラー – ギター (1990–1991)

## ディスコグラフィー

### スタジオアルバム
- Volume One (1991, Tupelo)
- Sleep's Holy Mountain (1992, イヤーエイク・レコード)
- Jerusalem (1999, The Music Cartel)
- Dopesmoker (2003, Tee Pee)(2012, サザンロード・レコーズ)
- The Sciences (2018, Third Man Records)

### EPs
- Volume Two (1992, Off the Disk)
- Iommic Life (2021, Third Man Records)

### その他
| Song(s)                                      | Album                                                               | Year | Label                   |
| -------------------------------------------- | ------------------------------------------------------------------- | ---- | ----------------------- |
| "Snowblind" (originally by ブラック・サバス) | Masters of Misery                                                   | 1997 | イヤーエイク・レコード  |
| "Dopesmoker" (abridged version)              | 映画「ブロークン・フラワーズ」サントラ                              | 2005 | デッカ・レコード        |
| "The Clarity"                                | 米テレビ局アダルトスイムの企画盤「Adult Swim Singles Program 2014」 | 2014 | Williams Street Records |